# Austria ai Giochi della XV Olimpiade
L'Austria ha partecipato ai Giochi della XV Olimpiade, svoltisi ad Helsinki, dal 19 luglio al 3 agosto 1952,
con una delegazione di 112 atleti, di cui 21 donne, impegnati in 16 discipline,
aggiudicandosi 1 medaglia d'argento e 1 medaglia di bronzo.

## Medagliere
| Medaglia | Atleta                             | Sport       | Evento                 |
| -------- | ---------------------------------- | ----------- | ---------------------- |
| Argento  | Gertrude Liebhart                  | Canoa/kayak | K1 500 metri femminile |
| Bronzo   | Maximilian Raub Herbert Wiedermann | Canoa/kayak | K2 1000 metri maschile |

## Risultati

### Calcio
| Atleta | Classifica |                    |
| --- | --- | ------------------ |
| V · D · M Nazionale olimpica austriaca · Calcio ai Giochi Olimpici Estivi 1952 1 Nikolai · 2 R. Krammer · 3 Kolar · 4 A. Krammer · 5 Kollmann · 6 Walter · 7 Fendler · 9 Stumpf · 10 Hochleitner · 11 Grohs · 12 Feldinger · 13 Gollnhuber · 14 Wolf · 15 Sühs · 16 Rauch · 18 Csulem · CT : Hierländer | 5° |                    |
| Nazionale olimpica austriaca · Calcio ai Giochi Olimpici Estivi 1952 | |                    |
| 1 Nikolai · 2 R. Krammer · 3 Kolar · 4 A. Krammer · 5 Kollmann · 6 Walter · 7 Fendler · 9 Stumpf · 10 Hochleitner · 11 Grohs · 12 Feldinger · 13 Gollnhuber · 14 Wolf · 15 Sühs · 16 Rauch · 18 Csulem · CT: Hierländer                                                                                 | 1 Nikolai · 2 R. Krammer · 3 Kolar · 4 A. Krammer · 5 Kollmann · 6 Walter · 7 Fendler · 9 Stumpf · 10 Hochleitner · 11 Grohs · 12 Feldinger · 13 Gollnhuber · 14 Wolf · 15 Sühs · 16 Rauch · 18 Csulem · CT: Hierländer | Austria (bandiera) |

### Pallanuoto
| Atleta | Classifica |                    |
| --- | --- | ------------------ |
| V · D · M Nazionale maschile austriaca di pallanuoto · Giochi olimpici - Helsinki 1952 Reichel • Depaoli • Liebenberger • Bohuslav • Styskalik • Zigon • Krumpfholz • Endl • Kunz • Theimer • Gebhard · CT : - | 13° |                    |
| Nazionale maschile austriaca di pallanuoto · Giochi olimpici - Helsinki 1952 | |                    |
| Reichel • Depaoli • Liebenberger • Bohuslav • Styskalik • Zigon • Krumpfholz • Endl • Kunz • Theimer • Gebhard · CT: -                                                                                         | Reichel • Depaoli • Liebenberger • Bohuslav • Styskalik • Zigon • Krumpfholz • Endl • Kunz • Theimer • Gebhard · CT: - | Austria (bandiera) |